# Aysha robusta
Aysha robusta là một loài nhện trong họ Anyphaenidae.
Loài này thuộc chi Aysha. Aysha robusta được Eugen von Keyserling miêu tả năm 1891.